# اوزونس
اوزونس (به فرانسوی: Auzances) یک کمون در فرانسه است که در کروز واقع شده‌است. اوزونس ۷٫۰۸ کیلومتر مربع مساحت دارد و در ۵۴۵ متری بالاتر از سطح دریا واقع شده‌‌است.